# Phrudocentra sordulenta
Phrudocentra sordulenta är en fjärilsart som beskrevs av Paul Dognin 1932. Phrudocentra sordulenta ingår i släktet Phrudocentra och familjen mätare. Inga underarter finns listade i Catalogue of Life.